# Roy Beerens
Roy Beerens (ur. 22 grudnia 1987 w Bladel) – holenderski piłkarz grający na pozycji skrzydłowego lub napastnika w Vitesse.
W 2007 roku Beerens razem z młodzieżową reprezentacją Holandii zdobył Mistrzostwo Europy U-21. Następnie razem z kadrą wystąpił na Igrzyskach Olimpijskich w Pekinie rozgrywanych w 2008 roku. 12 sierpnia 2010 zadebiutował w dorosłej reprezentacji w zremisowanym 1:1 meczu z Ukrainą.